# Stadtbezirk Rechtsruhr-Nord
Der Stadtbezirk Rechtsruhr-Nord ist einer drei Stadtbezirke der Stadt Mülheim an der Ruhr. Er wird auch als Stadtbezirk 2 bezeichnet.

## Lage
Der Stadtbezirk 2 liegt im Norden von Mülheim. Er grenzt an die Städte Essen, Oberhausen und Duisburg. Zu diesem Stadtbezirk zählen die Stadtteile Styrum, Dümpten sowie die Ortsteile Winkhausen aus dem Stadtteil Heißen und Altstadt II-Nordost und Papenbusch des Stadtteils Altstadt II. Der Rest der Stadtteile Heißen und Altstadt II wird dem Stadtbezirk Rechtsruhr-Süd zugerechnet.

## Geschichte
Siehe auch: Styrum (Mülheim an der Ruhr), Dümpten
Der Stadtbezirk Rechtsruhr-Nord wurde ebenso wie die Stadtbezirke Rechtsruhr-Süd und Linksruhr im Jahr 1979 geschaffen.

## Politik
Siehe auch: Ergebnisse der Kommunalwahlen in Mülheim#Stadtbezirk 2 Rechtsruhr-Nord
Durch die früher vielen Arbeiter, die in Dümpten lebten, ist die SPD seit 1979 stärkste Kraft in der Bezirksvertretung. Zwar erzielte sie bei der letzten Wahl 2020 nur noch 26,5 % der Stimmen, blieb jedoch vor der CDU stärkste Kraft.